# Dirección General de Trabajo
La Dirección General de Trabajo de España es el órgano directivo del Ministerio de Trabajo y Economía Social, adscrito a la Secretaría de Estado de Trabajo, responsable de desarrollar la política del Gobierno de la Nación en materia de relaciones laborales y de trabajo y empleo.

## Origen
La necesidad de la existencia de un órgano directivo dentro de la Administración con competencias en trabajo se remonta a 1910, cuando se crea en el seno del Ministerio de Fomento la Dirección General de Comercio, Industria y Trabajo. La creación de este órgano también respondía a que las naciones del entorno tenían órganos con rango de Ministerio, y esta era una primera piedra en la construcción de un futuro Ministerio dedicado a estas materias. Sin embargo, era el Instituto de Reformas Sociales el órgano de la Administración que encabezaba, coordinaba y dirigía las competencias laborales.
Precisamente, es en este organismo donde se crea la Dirección General de Trabajo en 1919, denominada entonces «Dirección General de Trabajo e Inspección», con competencias sobre inspección de la normativa del trabajo, estadísticas laborales y asesoría en estas materias. Se dividía en cinco secciones: Estadística permanente de la producción y el trabajo, inspección y experiencia social, asesoría jurídica, casas baratas y anormalidades en la vida del trabajo.
Posteriormente, tras la creación del Ministerio de Trabajo en 1920, el Instituto quedó en segundo plano, creando una dualidad de organismos que se solucionó en 1924, cuando ambos organismos se refundieron. Así, las direcciones generales pasaron a serlo del Ministerio, renombrándose como «Dirección General de Trabajo y Acción Social», al asumir competencias sobre previsión social, seguros y emigración. Las competencias inspectoras se independizaron en un órgano de igual nivel administrativo, la Inspección General del Trabajo. Por aquel entonces se componía de una Subdirección General del Trabajo, los consejos, institutos y juntas de esta y tres secciones: la primera de Trabajo y Organización Social (que se encargaba de la reglamentación, estadísticas, asociaciones y organizaciones sociales, el servicio internacional del trabajo y la resolución mediante la mediación y la conciliación de los conflictos laborales), la segunda de Previsión Social (que asumía las competencias sobre seguros y bolsas de trabajo, cooperación, emigración y temas agrosociales), y la tercera sección de Casas Baratas y Económicas (encargada de la legislación e informes especiales y las construcciones).
La primera gran reforma la sufrió en 1927, cuando se amplían sus competencias para asumir competencias residuales de la Inspección General del Trabajo y de otro tipo de ámbito laboral, además de las relaciones con la Oficina Internacional del Trabajo. La Dirección General se reformaba de tal forma que se componía de ocho secciones: «Organización Corporativa Nacional», «Reglamentación del Trabajo», «Cooperación», «Previsión, Seguros sociales y familias numerosas», «Servicio de Casas baratas y económicas», «Estadísticas especiales del Trabajo», «Servicio internacional del Trabajo» y «Asesoría general de Seguros contra accidentes del trabajo». En septiembre de ese mismo año, la Dirección General pierde las competencias sobre organización corporativa nacional, denominándose únicamente Dirección General de Trabajo.
La DGT fue suprimida en la reforma ministerial de septiembre de 1935 y recuperada en la de marzo de 1936. Recuperada la dirección, se estructuró a través de la Subdirección General de Trabajo que se encargaba de la organización profesional, los conflictos laborales, la legislación y normas de trabajo, de la inspección de trabajo.
Otra gran reforma la sufre en febrero de 1942, cuando pasa a estructurarse a través de una secretaría general (que asume las funciones de subdirector) y las secciones de asuntos generales, de reglamentación del trabajo, de migración, de colocación obrera, de prevención de accidentes e higiene del trabajo, de inspección y de economatos. Dos años más tarde se amplia con una nueva sección central de trabajos portuarios y se eleva al rango de sección al negociado de Informes, Recursos y Consultas. En 1945 se vuelve a ampliar creando la secretaría técnica de Política Laboral. Otra reforma menos relevante se lleva a cabo en 1947.
Desde mayo de 1958, la DGT convivió con la Dirección General de Empleo que asumía parte de sus competencias en cuanto a ordenación laboral. Desde 1960 hasta 1967 la DGT recibió la denominación de Dirección General de Ordenación del Trabajo. Tras la supresión de la Dirección General de Empleo en 1967, la DGT asumió sus funciones y recuperó su anterior denominación. La dirección, regulada un año más tarde establecía dos subdirecciones generales, una de Trabajo encargada de las estadísticas, los archivos, el registro de convenios colectivos, la prevención de accidentes laborales, seguridad e higiene laboral, economatos, comedores obreros y otros servicios sociales así como de los incentivos laborales, los métodos de trabajo, su clasificación y de las normas laborales; y otra de Empleo encargada del encuadramiento, colocación, coordinación, control y orientación del empleo, de las migraciones en el ámbito laboral, del desempleo y de las posibles crisis laborales.
En 1972 las competencias se vuelven a dividir en dos direcciones generales, de Trabajo y de Empleo. La primera asumía la ordenación y desarrollo de la acción que en materia de relaciones laborales, la realización de estudios y elaboración disposiciones sobre economía y productividad del trabajo, la regulación y orientación de las Instituciones y servicios sociales en las empresas, así como de la seguridad e higiene en el trabajo.; la segunda se encargaba de la ordenación y desarrollo de la acción que, en materias de empleo, tenía atribuido el Ministerio; la realización de estudios sobre estructura; niveles y evolución del empleo; control y prevención del desempleo, y análisis y regulación de los movimientos migratorios. Ambas poseían dos subdirecciones generales.
Con pequeños matices esta estructura se mantiene hasta 1996, cuando la Dirección General de Empleo se suprime de nuevo y se crea la Secretaría General de Empleo y se subordina a esta la Dirección General del Trabajo, que asume las competencias sobre migraciones, competencias que perderá en 1997.
En 2010 se eleva la categoría de la Secretaría General de Empleo a la de la Secretaría de Estado, y con ello recupera alguna de sus antiguas competencias. Dos años después, la Dirección General de Trabajo cambia su denominación a «de Empleo», denominación que se mantendrá hasta 2018 cuando recupera su denominación histórica.

## Estructura y funciones
La dirección general ejerce sus funciones a través de dos órganos:
- La Subdirección General de Relaciones Laborales, a la que corresponde gestionar los asuntos de carácter económico-presupuestario de la Dirección General, así como lo concerniente a relaciones laborales.
- La Subdirección General de Ordenación Normativa, a la que corresponde la ordenación y desarrollo de las relaciones laborales individuales y colectivas, las condiciones de trabajo, la prevención de riesgos laborales, los procedimientos de despido colectivo y de suspensión de contratos y reducción de jornada, así como la elaboración e interpretación de las normas de empleo, protección por desempleo y empresas de trabajo temporal.

### Órganos adscritos
- La Comisión Consultiva Nacional de Convenios Colectivos.